# Se son rose
Se son rose è un film italiano del 2018, scritto, diretto e interpretato da Leonardo Pieraccioni.

## Trama
Leonardo è un cinquantenne ostinatamente single che fa il giornalista di successo sul web, occupandosi di alte tecnologie e ha una figlia di 15 anni, Yolanda, lascito di un matrimonio naufragato. Yolanda è stanca di vedere il padre nutrirsi di involtini primavera surgelati e crogiolarsi nel suo infantilismo regressivo, quindi pensa che la chiave di volta possa essere una relazione stabile. Per metterlo di fronte ai suoi innumerevoli fallimenti in ambito sentimentale Yolanda decide di mandare a tutte le ex di Leonardo un sms che dice: "Sono cambiato. Riproviamoci!". E le sue ex rispondono, ognuna secondo la propria modalità.

## Produzione
Il regista ha dichiarato che il cognome del protagonista è stato scelto in onore dell'attore Niki Giustini. Nel film è presente anche la figlia di Leonardo Pieraccioni, Martina, al suo esordio come attrice.
Il film è stato girato in Toscana tra Prato, Firenze, l'aeroporto Molin Bianco di Arezzo e nella zona del Mugello.

## Distribuzione
La pellicola è uscita nelle sale cinematografiche il 29 novembre 2018.

## Accoglienza

### Incassi
A fronte di un budget di 5 milioni, la pellicola ha incassato 4,26 milioni di euro in dodici settimane di programmazione nelle sale cinematografiche, di cui 1,7 nel primo weekend.